# Barapasi jezik
Barapasi jezik (ISO 639-3: brp; baropasi, siromi), jezik istočnogeelvinkbayske porodice kojim govori oko 2 500 ljudi (1995 SIL) duž rijeke Barapasi i njezinih pritoka; istočna strana Cenderawasih Baya, indonezijski dio Nove Gvineje.
Navode se dva dijalekta, sipisi i marikai.

## Vanjske poveznice
- Ethnologue (14th)
- Ethnologue (15th)
- Barapasi  Arhivirana inačica izvorne stranice od 1. ožujka 2011. (Wayback Machine)